# Обратна връзка между колеги/обучаеми
Обратната връзка между колеги/съученици/ учащи/обучаеми се отнася за всички форми на отзиви и реакции на членовете на една група по отношение на работата на един от нейните членовете.
Размяната на чертеж или коментирането на някакъв въпрос от учебния материал между учащите, са типичен пример за обратна връзка между колеги (ОВК). Основното предимство при тази обратна връзка е, че учащите/колегите, които се оценяват взаимно, споделят сходни перспективи на работа и/или учене. Проблемите също са сходни, а човек се чувства по-малко притеснен, когато е оценяван от равнопоставен. ОВК е стратегия за активно учене, която спомага за фокусиране върху процеса на работа и/или учене, подобрява уменията за критичен анализ, позволява да се подобри цялостната работа на учащите/колегите. Тъй като споделянето на идеи между обучаемите е неминуема част от процеса на ОВК, то последният спомага и за по-висока степен на сътрудничество между учащите.
Когато учащият бъде помолен за коментар на работата на негов колега, той трябва да има предвид две неща:
- Ще бъде ли обратната връзка в помощ на получателя?
- Ще бъде ли обратната връзка такава, че да не нарани чувствата на получателя?

Необходимо е да се постигне баланс между обективността и степента на критичност на ОВК. При всички случаи, ОВК не трябва да наранява чувствата на получателя, тъй като по този начин може да го обезсърчи по отношение на по-нататъшната му работа.
Някои от основните методи за прилагането на ОВК са:
- един на друг (размяна между двама колеги);
- група от обучаеми да оценява една работа;
- непрекъсната размяна на коментари в процеса на работа;
- четене и обсъждане на работата на всеки от обучаемите в малки групи.